# Örebro HK
O Örebro HK ( PRONÚNCIA) é um clube sueco de hóquei no gelo, sediado na cidade de Örebro, no centro do país.

Os seus jogos em casa são disputados no Behrn Arena, com capacidade para 5 500 pessoas.

As cores do clube são: camisola (br: camiseta) branca e calção vermelho.

Foi fundado em 1990, com o nome HC Örebro 90, tendo mudado para o nome atual em 2005.

Atualmente (2023) disputa a Liga Sueca de Hóquei no Gelo, a primeira divisão do hóquei no gelo da Suécia.                                

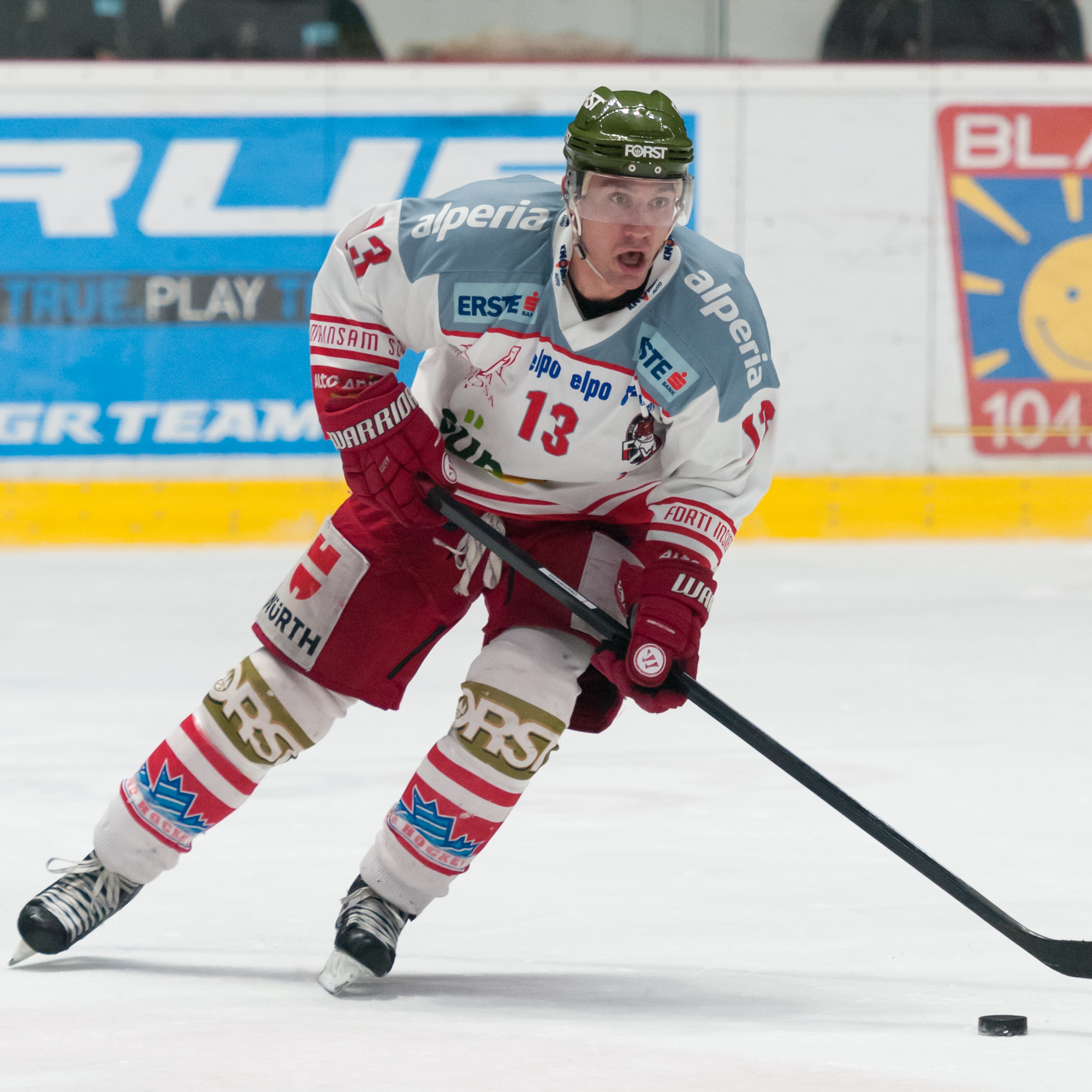
O Örebro em ação
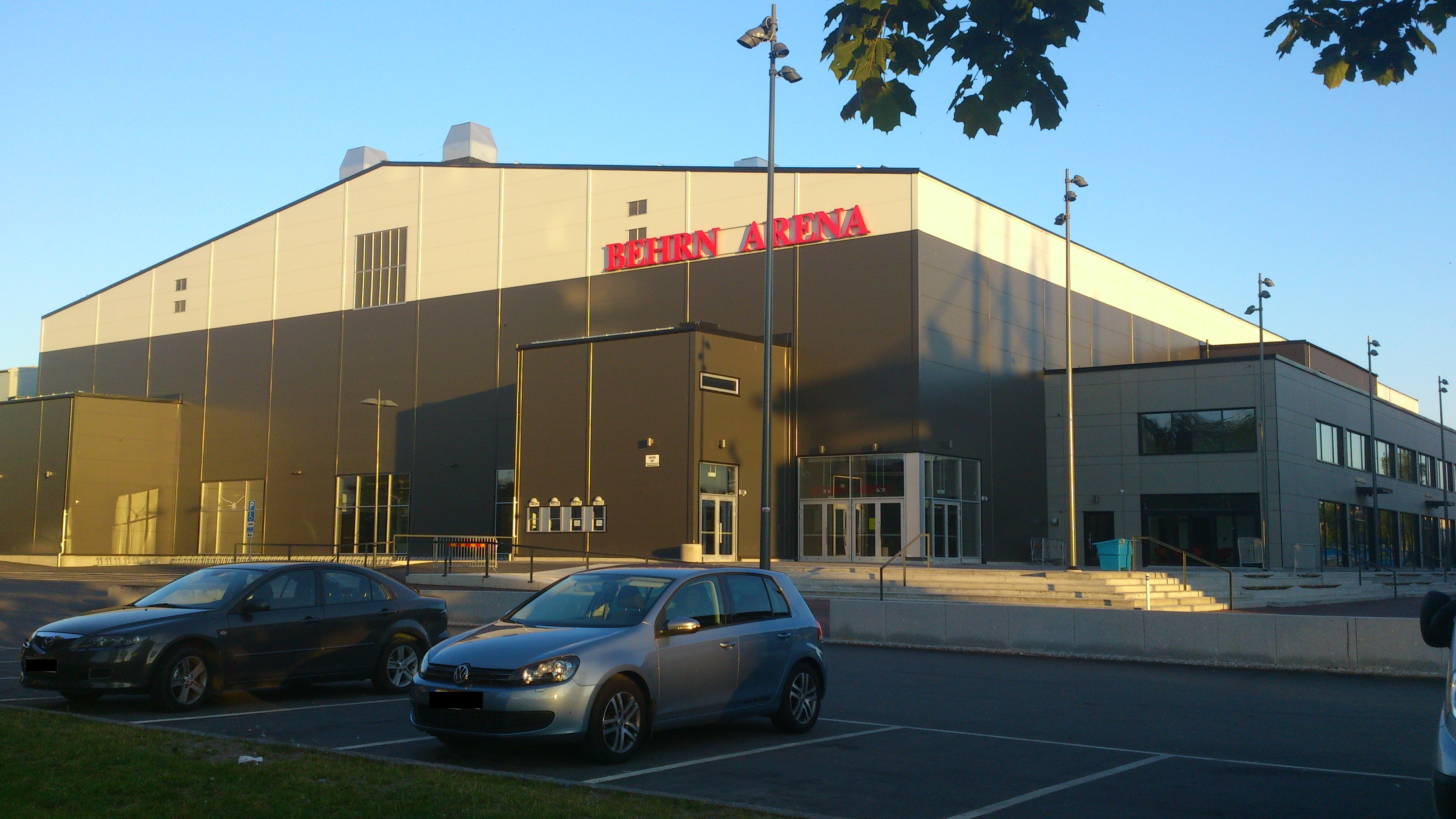
O estádio Behrn Arena